# Ligue européenne féminine de handball 2020-2021
Navigation
Coupe de l'EHF 2019-2020 Ligue européenne 2021-2022
La saison 2020-2021 de la Ligue européenne féminine de handball est la première édition de la compétition sous ce nom et ce format. Elle succède à la Coupe de l'EHF et constitue en ce sens la 40e édition de la compétition organisée par l'EHF.

## Formule

### Évolution
Comme pour la compétition masculine, le nouveau nom n'est pas le seul changement. Le format est également modifié bien que les grandes lignes soient inchangées : tours de qualification en aller-retour, phase de groupes à 16 équipes réparties en quatre groupes puis les huit dernières équipes disputent la phase finale à élimination directe. Les différences concernent les modalités de qualification — il n'y a notamment plus d'équipe reversée de Ligue des champions — et la phase finale pour laquelle les oppositions en quarts de finale sont définies dès la formation des groupes et, surtout, les demi-finales et finales sont désormais disputés sous la forme d'un Final Four.
Pour rendre la compétition plus prestigieuse et mieux la vendre, l'EHF impose désormais l'utilisation d'un même revêtement de sol pour tous les clubs à partir de la phase de groupes. De plus, hormis pour les qualifications qui doivent simplement se jouer le week-end, les rencontres doivent débuter à l'un des quatre horaires prévus : le samedi à 16 ou 18 heures ou le dimanche à 14 ou 16 heures, heure d'Europe centrale.

### Modalités
La compétition est prévue pour 68 équipes dont 4 entrent directement en phase de groupe. La compétition commence par trois tours qualificatifs disputés en match aller-retour.
Pour la phase de groupes, douze équipes qualifiées et quatre entrants directs sont répartis en quatre groupes de quatre équipes. Les matchs sont joués dans un système championnat avec des matchs à domicile et à l'extérieur. Les deux meilleures équipes de chaque groupe se qualifient pour la suite de la compétition.
La phase à élimination directe comprend trois tours : les quarts de finale et un Final Four comprenant les demi-finales et finales le lendemain. En quarts de finale, les qualifiés des groupes A et B d'une part et C et D d'autre part s'affrontent, premier contre deuxième en matchs aller-retour, les clubs classés premiers lors de la phase de poule ayant le privilège de jouer le match retour à domicile. Pour la finale à quatre, un tirage au sort détermine les oppositions en demi-finales.

### Participants
Finalement, seules 34 équipes prennent part à la compétition. Deux tours de qualification sont donc suffisants.

### Calendrier
| Nom              | Dates                        | Nombre de participants |
| ---------------- | ---------------------------- | ---------------------- |
| Premier tour     | 10 au 18 octobre 2020        | 12                     |
| Deuxième tour    | 14 au 22 novembre 2020       | 24                     |
| Phase de groupes | 9 janvier au 21 février 2021 | 16                     |
| Quarts de finale | 27 mars au 4 avril 2021      | 8                      |
| Final Four       | 8 et 9 mai 2021              | 4                      |

## Phase de qualification

### Premier tour
Avant le tirage au sort, l'EHF répartit les clubs en deux chapeaux (têtes de série et non têtes de série). À titre exceptionnel, et par analogie avec la compétition masculine, la protection nationale est rétablie pour ce tirage au sort : deux équipes d'un même pays ne peuvent pas s'affronter.
Têtes de série
- Hypo Niederösterreich
- WAT Atzgersdorf
- Tertnes Bergen
- LC Brühl Handball
- Iuventa Michalovce
- Lugi Handboll

Non têtes de série
- Paris 92
- Thüringer HC
- Fehérvár KC
- Molde HK (en)
- HC Dunărea Brăila
- Kouban Krasnodar

Les matchs aller se déroulent les 10 et 11 octobre 2020 et les matchs retour une semaine plus tard, les 17 et 18 octobre.
| Équipe 1          | Score   | Équipe 2              | Aller   | Retour  |
| ----------------- | ------- | --------------------- | ------- | ------- |
| HC Dunărea Brăila | 53 – 52 | Tertnes Bergen        | 28 – 26 | 25 – 26 |
| Molde HK (en)     | 58 – 40 | Hypo Niederösterreich | 28 – 19 | 30 – 21 |
| Paris 92          | 65 – 40 | Iuventa Michalovce    | 36 – 14 | 29 – 26 |
| WAT Atzgersdorf   | 45 – 81 | Thüringer HC          | 24 – 39 | 21 – 42 |
| Lugi Handboll     | forfait | Kouban Krasnodar      | /       | /       |
| LC Brühl Handball | forfait | Fehérvár KC           | /       | /       |

À noter qu'aucune des équipes têtes de série n'est parvenue à se qualifier.

### Deuxième tour
Dix-huit équipes entrent à ce tour dont douze sont désignées tête de série.
Têtes de série
- Nykøbing Falster HK
- Viborg HK
- CJF Fleury Loiret
- HSG Blomberg-Lippe
- Tussies Metzingen
- Debreceni VSC
- Váci NKSE
- Byåsen Trondheim
- Storhamar Håndball
- SCM Gloria Buzău (en)
- HC Astrakhanochka
- Zvezda Zvenigorod

Non têtes de série
- DHK Banik Most
- Balonmano Bera Bera
- Nantes Atlantique HB
- MKS Lublin
- H 65 Höör
- Kastamonu Bld. GSK
- Paris 92 (Q)
- Thüringer HC (Q)
- Fehérvár KC (Q)
- Molde HK (en) (Q)
- HC Dunărea Brăila (Q)
- Kouban Krasnodar (Q)

Les matchs aller sont prévus les 14 et 15 novembre 2020 et les matchs retour une semaine plus tard, les 21 et 22 novembre.
| Équipe 1             | Score   | Équipe 2              | Aller   | Retour  |
| -------------------- | ------- | --------------------- | ------- | ------- |
| Balonmano Bera Bera  | 51 – 56 | Zvezda Zvenigorod     | 27 – 27 | 24 – 29 |
| Kastamonu Bld. GSK   | 31 – 30 | Debreceni VSC         | 31 – 30 | /       |
| Byåsen Trondheim     | forfait | MKS Lublin            | /       | /       |
| HC Dunărea Brăila    | 58 – 52 | Viborg HK             | 26 – 24 | 32 – 28 |
| Paris 92             | 56 – 42 | Nykøbing Falster HK   | 28 – 16 | 28 – 26 |
| Thüringer HC         | 57 – 51 | HSG Blomberg-Lippe    | 27 – 31 | 30 – 20 |
| HC Astrakhanochka    | forfait | Molde HK (en)         | /       | /       |
| CJF Fleury Loiret    | 57 – 49 | H 65 Höör             | 29 – 26 | 28 – 23 |
| Nantes Atlantique HB | 44 – 43 | SCM Gloria Buzău (en) | 23 – 16 | 21 – 27 |
| Fehérvár KC          | forfait | Storhamar Håndball    | /       | /       |
| DHK Banik Most       | 41 – 42 | Váci NKSE             | 41 – 42 | /       |
| Kouban Krasnodar     | forfait | Tussies Metzingen     | /       | /       |

## Phase de groupes
Les équipes terminant aux deux premières places de chaque groupe sont qualifiées pour les quarts de finale. Les deux dernières sont éliminées.

### Tirage au sort
Quatre équipes, issues des quatre meilleurs championnats, sont dispensées de qualifications et placées dans le premier chapeau. Les autres sont réparties dans les chapeaux suivants.
Chapeau 1
- Herning-Ikast Håndbold
- Siófok KC
- CS Minaur Baia Mare
- HC Lada Togliatti

Chapeau 2
- Váci NKSE
- HC Astrakhanochka
- HC Dunărea Brăila
- Kastamonu Bld. GSK

Chapeau 3
- Nantes Atlantique HB
- Zvezda Zvenigorod
- Storhamar Håndball
- Kouban Krasnodar

Chapeau 4
- CJF Fleury Loiret
- Paris 92
- MKS Lublin
- Thüringer HC

Un groupe ne peut pas contenir deux équipes du même pays. De ce fait, chaque groupe comprendra une équipe russe.
| \| Herning-Ikast Vác Zvenigorod Paris Togliatti Kastamonu Nantes Lublin Baia Mare Astrakhan Storhamar Thuringe Siófok Brăila Krasnodar Fleury \| Localisation des clubs engagés par poule. |
| Herning-Ikast Vác Zvenigorod Paris Togliatti Kastamonu Nantes Lublin Baia Mare Astrakhan Storhamar Thuringe Siófok Brăila Krasnodar Fleury                                                 |

### Groupe A
|   | Équipe                 | Pts | J | G | N | P | Bp  | Bc  | Diff |  | Résultats (dom.\ext.)  |       |       |       |       |
| - | ---------------------- | --- | - | - | - | - | --- | --- | ---- |  | ---------------------- | ----- | ----- | ----- | ----- |
| 1 | Herning-Ikast Håndbold | 10  | 6 | 5 | 0 | 1 | 198 | 160 | 38   |  | Herning-Ikast Håndbold |       | 34-25 | 25-23 | 39-29 |
| 2 | Zvezda Zvenigorod      | 6   | 6 | 3 | 0 | 3 | 135 | 135 | 0    |  | Zvezda Zvenigorod      | 31-39 |       | 10-0  | 29-33 |
| 3 | Paris 92               | 6   | 6 | 3 | 0 | 3 | 93  | 101 | -8   |  | Paris 92               | 26-23 | 0-10  |       | 10-0  |
| 4 | Váci NKSE              | 2   | 6 | 1 | 0 | 5 | 150 | 180 | -30  |  | Váci NKSE              | 26-38 | 29-30 | 33-34 |       |

Trois matchs n'ayant pas pu être joués et reprogrammés, la Fédération européenne de handball les a considérés perdus 10-0 ou 0-10 par l'une des deux équipes.

### Groupe B
|   | Équipe               | Pts | J | G | N | P | Bp  | Bc  | Diff |  | Résultats (dom.\ext.) |       |       |       |       |
| - | -------------------- | --- | - | - | - | - | --- | --- | ---- |  | --------------------- | ----- | ----- | ----- | ----- |
| 1 | Nantes Atlantique HB | 8   | 6 | 4 | 0 | 2 | 149 | 141 | 8    |  | Nantes Atlantique HB  |       | 0-10  | 25-21 | 35-26 |
| 2 | HC Lada Togliatti    | 6   | 6 | 3 | 0 | 3 | 147 | 139 | 8    |  | HC Lada Togliatti     | 32-29 |       | 30-24 | 27-29 |
| 3 | MKS Lublin           | 5   | 6 | 2 | 1 | 3 | 154 | 155 | -1   |  | MKS Lublin            | 26-31 | 28-23 |       | 35-26 |
| 4 | Kastamonu Bld. GSK   | 5   | 6 | 2 | 1 | 3 | 156 | 171 | -15  |  | Kastamonu Bld. GSK    | 26-29 | 29-25 | 20-20 |       |

Un match n'ayant pas pu être joué et reprogrammé, la Fédération européenne de handball l'a considéré perdu 0-10 par Nantes en faveur de Togliatti.

### Groupe C
|   | Équipe              | Pts | J | G | N | P | Bp  | Bc  | Diff |  | Résultats (dom.\ext.) |       |       |       |       |
| - | ------------------- | --- | - | - | - | - | --- | --- | ---- |  | --------------------- | ----- | ----- | ----- | ----- |
| 1 | CS Minaur Baia Mare | 10  | 6 | 5 | 0 | 1 | 150 | 116 | 34   |  | CS Minaur Baia Mare   |       | 30-27 | 33-29 | 10-0  |
| 2 | HC Astrakhanochka   | 8   | 6 | 4 | 0 | 2 | 137 | 112 | 25   |  | HC Astrakhanochka     | 33-27 |       | 10-0  | 10-0  |
| 3 | Storhamar Håndball  | 4   | 6 | 2 | 0 | 4 | 157 | 182 | -25  |  | Storhamar Håndball    | 27-40 | 33-28 |       | 32-30 |
| 4 | Thüringer HC        | 2   | 6 | 1 | 0 | 5 | 93  | 127 | -34  |  | Thüringer HC          | 0-10  | 22-29 | 41-36 |       |

Quatre matchs n'ayant pas pu être joués et reprogrammés, la Fédération européenne de handball les a considérés perdus 10-0 ou 0-10 par l'une des deux équipes.

### Groupe D
|   | Équipe            | Pts | J | G | N | P | Bp  | Bc  | Diff |  | Résultats (dom.\ext.) |       |       |       |       |
| - | ----------------- | --- | - | - | - | - | --- | --- | ---- |  | --------------------- | ----- | ----- | ----- | ----- |
| 1 | Siófok KC         | 11  | 6 | 5 | 1 | 0 | 181 | 154 | 27   |  | Siófok KC             |       | 31-24 | 28-28 | 29-28 |
| 2 | HC Dunărea Brăila | 7   | 6 | 3 | 1 | 2 | 170 | 167 | 3    |  | HC Dunărea Brăila     | 25-27 |       | 36-32 | 29-27 |
| 3 | Kouban Krasnodar  | 6   | 6 | 2 | 2 | 2 | 130 | 120 | 10   |  | Kouban Krasnodar      | 25-31 | 25-25 |       | 10-0  |
| 4 | CJF Fleury Loiret | 0   | 6 | 0 | 0 | 6 | 104 | 144 | -40  |  | CJF Fleury Loiret     | 24-35 | 25-31 | 0-10  |       |

Deux matchs entre Fleury et Krasnodar n'ayant pas pu être joués et reprogrammés, la Fédération européenne de handball les a considérés perdus 10-0 et 0-10 par Fleury en faveur de Krasnodar.

## Phase finale

### Quarts de finale
Les quarts de finale aller sont prévus les 27 et 28 mars 2021. Les matchs retour sont programmés aux 3 et 4 avril 2021.
| Équipe 1               | Score   | Équipe 2                    | Aller   | Retour  |
| ---------------------- | ------- | --------------------------- | ------- | ------- |
| Zvezda Zvenigorod [A2] | 57 – 63 | [B1] Nantes Atlantique HB   | 29 – 33 | 28 – 30 |
| HC Lada Togliatti [B2] | 54 – 59 | [A1] Herning-Ikast Håndbold | 29 – 31 | 25 – 28 |
| HC Astrakhanochka [C2] | 54 – 61 | [D1] Siófok KC              | 26 – 32 | 28 – 29 |
| HC Dunărea Brăila [D2] | 49 – 58 | [C1] CS Minaur Baia Mare    | 24 – 31 | 25 – 27 |

### Finale à quatre
La Finale à quatre (ou en anglais : Final Four) est programmée les 8 et 9 mai 2021 dans la salle du CS Minaur Baia Mare, la Salle Lascăr Pană (ro) en Roumanie.
Un tirage au sort détermine les équipes qui s'affrontent en demi-finales.
|  | Demi-finales           | Demi-finales |                        |      | Finale | Finale |
|  | Demi-finales           | Demi-finales |                        |      | Finale | Finale |
|  |                        |              |                        |      |        |        |
|  |                        |              |                        |      |        |        |
|  |                        |              |                        |      |        |        |
|  | Nantes Atlantique HB   | 36           |                        |      |        |        |
|  | Nantes Atlantique HB   | 36           |                        |      |        |        |
|  | CS Minaur Baia Mare    | 34           |                        |      |        |        |
|  | CS Minaur Baia Mare    | 34           | Nantes Atlantique HB   | 36   |        |        |
|  |                        |              | Nantes Atlantique HB   | 36   |        |        |
|  |                        | Siófok KC    | 31                     |      |        |        |
|  | Siófok KC              | Siófok KC    | 31                     | 36ap |        |        |
|  | Siófok KC              |              |                        | 36ap |        |        |
|  | Herning-Ikast Håndbold | 34           |                        |      |        |        |
|  | Herning-Ikast Håndbold | 34           | Match pour la 3e place |      |        |        |
|  |                        |              |                        |      |        |        |
|  |                        |              |                        |      |        |        |
|  |                        |              |                        |      |        |        |
|  | CS Minaur Baia Mare    | 33           |                        |      |        |        |
|  | CS Minaur Baia Mare    | 33           |                        |      |        |        |
|  | Herning-Ikast Håndbold | 31           |                        |      |        |        |
|  | Herning-Ikast Håndbold | 31           |                        |      |        |        |

#### Demi-finales
| 8 mai 2021 14h45 | Nantes Atlantique HB | 36–34   | CS Minaur Baia Mare   | Salle Lascăr Pană (ro), Baia Mare Affluence : 0 Arbitrage : Praštalo, Balvan |
| 8 mai 2021 14h45 | Nathalie Hagman 11   | (21–15) | Larissa Araújo (en) 7 | Salle Lascăr Pană (ro), Baia Mare Affluence : 0 Arbitrage : Praštalo, Balvan |
| 8 mai 2021 14h45 | ×2 ×3                | Rapport | ×1 ×5                 | Salle Lascăr Pană (ro), Baia Mare Affluence : 0 Arbitrage : Praštalo, Balvan |

- Nantes Atlantique Handball : André, Płaczek – Hagman (11), de Paula (8), Kpodar (7), Sylla (4), Ayglon-Saurina   (2), Gassama  (2), Ahanda (1), Mitrović  (1), Loquay, Dancette, Finstad Bergum, Kieffer , Maubon, Escribano
- CS Minaur Baia Mare : Enache, Idéhn – Araújo (7), Blohm (6), Cioca (5), Laslo (5), Seraficeanu (3), Lavko (2), Tănasie (2), Kovačević  (2), Fujita (1), Popa (1), Bourlatchenko   , de Souza , Borș, Polocoșer .

| 8 mai 2021 18h00 | Siófok KC        | 36–34 (ap)     | Herning-Ikast                 | Salle Lascăr Pană (ro), Baia Mare Affluence : 0 Arbitrage : Ilieva, Karbeska |
| 8 mai 2021 18h00 | Tamara Horacek 7 | (19–18, 31-31) | Naja Nissen Kristensen (da) 8 | Salle Lascăr Pană (ro), Baia Mare Affluence : 0 Arbitrage : Ilieva, Karbeska |
| 8 mai 2021 18h00 | Prol. : 5-3      |                |                               | Salle Lascăr Pană (ro), Baia Mare Affluence : 0 Arbitrage : Ilieva, Karbeska |
| 8 mai 2021 18h00 | ×2               | Rapport        | ×3 ×1                         | Salle Lascăr Pană (ro), Baia Mare Affluence : 0 Arbitrage : Ilieva, Karbeska |

- Siófok KC : Szikora, Csapó, Krasznai – Horacek (7), Tomori (6), Aoustin (5), Niombla    (5), Ježić  (4), Kiss (4), Böhme (3), Tóth (2), Hársfalvi, Juhász, Mazák-Németh, Such, Lapos
- Herning-Ikast : Ryde, Rømer, Englert – Nissen (8), Skogrand  (8), Bakkerud  (7), Fauske (4), Hougaard (3), Johansen   (2), Sando (1), Petersen (1), Møller, Brandt, Johannsen, Simonsen, Scaglione.

#### Match pour la3eplace
| 9 mai 2021 14h45 | Herning-Ikast    | 31–33   | CS Minaur Baia Mare      | Salle Lascăr Pană (ro), Baia Mare Affluence : 0 Arbitrage : Lidacka, Lesiak |
| 9 mai 2021 14h45 | Vilde Johansen 6 | (19–16) | Jovana Kovačević (en) 11 | Salle Lascăr Pană (ro), Baia Mare Affluence : 0 Arbitrage : Lidacka, Lesiak |
| 9 mai 2021 14h45 | ×2               | Rapport | ×3                       | Salle Lascăr Pană (ro), Baia Mare Affluence : 0 Arbitrage : Lidacka, Lesiak |

- Herning-Ikast : Ryde, Rømer, Englert – Johansen   (6), Fauske (5), Bakkerud (5), Nissen  (4), Brandt (4), Møller (3), Skogrand  (1), Petersen (1), Sando (1), Hougaard (1), Johannsen, Simonsen, Scaglione
- CS Minaur Baia Mare : Enache, Idéhn (1) – Kovačević (11), Tănasie (6), Blohm (4), Cioca (4), Araújo (2), Popa (2), Bourlatchenko  (1), Laslo  (1), Fujita (1), de Souza, Seraficeanu, Borș , Tecar, Polocoșer.

#### Finale
| 9 mai 2021 18h00 | Siófok KC             | 31–36   | Nantes Atlantique HB | Salle Lascăr Pană (ro), Baia Mare Affluence : 0 Arbitrage : Vranes, Wenninger |
| 9 mai 2021 18h00 | Gabriella Tóth (en) 7 | (13–17) | Nathalie Hagman 7    | Salle Lascăr Pană (ro), Baia Mare Affluence : 0 Arbitrage : Vranes, Wenninger |
| 9 mai 2021 18h00 | ×1 ×6                 | Rapport | ×1 ×3                | Salle Lascăr Pană (ro), Baia Mare Affluence : 0 Arbitrage : Vranes, Wenninger |

La Nantaise Bruna de Paula est élue meilleur joueuse de la Finale à quatre tandis qu'avec 18 buts, sa coéquipière Nathalie Hagman est la meilleure buteuse :
- Siófok KC : Szikora, Csapó, Krasznai – Tóth (7), Such (5), Niombla  (5), Hársfalvi (4), Horacek (3), Ježić   (2), Tomori  (2), Böhme (1), Aoustin (1), Kiss   (1), Juhász, Mazák-Németh, Lapos
- Nantes Atlantique Handball : André, Płaczek – Hagman  (7), de Paula (6), Ayglon-Saurina (4), Gassama (4), Kpodar (4), Maubon (3), Escribano (3), Ahanda (2), Mitrović    (2), Sylla (1), Loquay, Dancette, Finstad Bergum, Kieffer.

## Les vainqueurs
| Vainqueur de la Ligue européenne 2020-2021 Nantes Atlantique Handball 1er titre |

## Statistiques
Les meilleures buteuses sont :
| Rang | Joueuse          | Club                   | Buts |
| ---- | ---------------- | ---------------------- | ---- |
| 1    | Bruna de Paula   | Nantes Atlantique HB   | 68   |
| 2    | Helene Fauske    | Herning-Ikast Håndbold | 61   |
| 3    | Jovana Kovačević | CS Minaur Baia Mare    | 55   |
| 4    | Aneta Udriștioiu | HC Dunărea Brăila      | 51   |
| 5    | Tamara Horacek   | Siófok KC              | 49   |
| 6    | Déborah Kpodar   | Nantes Atlantique HB   | 48   |
| 7    | Amanda Kurtovic  | Kastamonu Bld. GSK     | 46   |
| 9    | Katarina Ježić   | Siófok KC              | 44   |
| 9    | Natalia Nikitina | Zvezda Zvenigorod      | 43   |
| 10   | Maria Kanaval    | HC Dunărea Brăila      | 42   |